# Carta de la Ciudad de Nueva York
La Carta de la Ciudad de Nueva York es la carta municipal de la Ciudad de Nueva York. Para enero del 2018, incluía un capítulo introductorio no numerado, además de capítulos identificados con un número (del 1 al 75) o un número acompañado de una letra como sufijo.
Como parte de la consolidación de la ciudad de Nueva York en 1898, La Legislatura Estatal de Nueva York emitió una carta para la ciudad consolidada (Leyes de 1897, capítulo 378, vigente desde el 1 de enero de 1898). La Carta fue revisada en 1989, luego de que la Junta de Estimación de la Ciudad de Nueva York fuera declara inconstitucional, para redistribuir el poder desde la Junta de Estimación hacia el Alcalde y el Consejo Municipal.

## Revisiones de la Carta
La carta es revisada periódicamente, generalmente a través de una comisión creada para ello incluyendo las revisiones que tuvieron lugar en los años 1898, 1901, 1938, 1963, 1975, y 2020.
La revisión de 1938 reemplazó la Junta de Concejales de la Ciudad de Nueva York con el Consejo Municipal de Nueva York, y también creó la Comisión de Planeamiento de la Ciudad de Nueva York.
La revisión de 1963 extendió el "Consejo de Planeamiento Comunitario" del borough de Manhattan (establecida en 1951) a los otros boroughs como "Juntas de Planeamiento Comunitario", que hoy son conocidas como "[Juntas Comunales de la Ciudad de Nueva York|Junta Comunales]]". Este revisión también incrementó la composición del Consejo Municial de 25 miembros a 35.
La revisión de 1975 estableció el número de Distritos/Juntas Comunitarias en 59, estableció la posición del gerente distrital para los distritos comunitarios y creó el Procedimiento de Revisión Uniforme del Uso de la Tierra (ULURP por sus siglas en inglés) que dio a las juntas comunales la autoridad para revisar las propuestas de uso de la tierra como acciones de zonificación y permisos especiales.
La revisión del 2020 incluyó 19 propuestas de balotario, combinada en 5 preguntas, que fueron aprobadas en las elecciones generales del 5 de noviembre del 2019. Estas revisiones incluyeron la implementación del voto valorativo empezando en 2021 para las elecciones municipales, la expansión de los poderes y el tamaño de la Junta de Revisión de Quejas Ciudadanas, una actualización a las normas éticas para antiguas autoridades de la ciudad y miembros de la Junta de Conflictos de Interés de la Ciudad de Nueva York, cambios al proceso anual de presupuesto, y una extensión en el tiempo otorgado a las Juntas Comunales y a los Presidentes de los boroughs para revisar cambios propuestos en el uso de la tierra como parte del Procedimiento de Revisión Uniforme del Uso de la Tierra (ULURP).